# Guerra de ídolos
 (août 2017).
Si vous disposez d'ouvrages ou d'articles de référence ou si vous connaissez des sites web de qualité traitant du thème abordé ici, merci de compléter l'article en donnant les références utiles à sa vérifiabilité et en les liant à la section « Notes et références ».
Guerra de ídolos est une telenovela américaine produite par Fox Telecolombia et Netflix. Elle est diffusée entre le 24 avril 2017 et le 23 août 2017 sur Telemundo.

## Synopsis
Mateo Solar est le meilleur compositeur et producteur musical du moment, que ce soit dans le genre régional ou le genre urbain. Membre d’une famille d’artistes d’origine latine résidant à Houston, il commet l’erreur de tomber amoureux de Manara Matamoros, une chanteuse qu'il promet de produire et de faire la prochaine idole de la musique Pop. Mais qui l’a fait arriver jusque là ? Ce n’est autre que son frère, Amado Matamoros, qui fait du trafic d'êtres humains et d'armes. La tumultueuse relation entre Mateo et Manara sera à l’encontre de beaucoup de personnes, déclenchant ainsi de nombreuses ambitions, rivalités et une guerre aux devants et en dehors de la scène qui se répandra de Los Angeles à Houston et de Monterrey à la ville de Mexico, montrant ainsi une partie sombre du monde de la musique.

## Distribution

### Rôles principaux
- Alberto Guerra (es) : Mateo Solar
- María León (es) : Manara Matamoros
- Daniel Elbittar (es) : Julio César Solar
- Alejandro de la Madrid (es) : Rafael Zabala
- Juan Pablo Medina : Amado Matamoros
- José María Torre (es) : Isaac Solar

### Rôles secondaires
- Erika de la Rosa (es) : Selva Treviño
- Marco Treviño (es) : Moisés Solar
- Fernando Cabrera : Ernesto Zabala
- Fabiola Campomanes : Itzel Paz
- Carmen Beato : Celestina Solar
- Vince Miranda : Valentín Vargas
- Sheryl Rubio : Julia Matamoros
- Alex Speitzer : Nicolás Zabala
- Claudio Lafarga : Lorenzo Treviño
- Sofía Lama : Gilda Solar
- Ximena Ayala : Agustina Osorio
- Adolfo Arias : Gabriel Treviño
- Viviana Serna : Belinda Guerrero
- Manuel Balbi : David
- Pedro Capó : Dylan Rodríguez
- Luis Figueroa : Diego Santillán
- Christian Pagán : Crristian León
- Alex Garza : Leticia Bravo
- Eduardo Tanus : Santiago Zabala
- Alex Brizuela : Bianco
- Juliana Galvis : « La Davis »

### Rôles récurrents
- Esteban Soberanes : Chalino Andrade
- Daniela Schmidt : Agustina Osorio
- Ricardo Esquerra : Fierro
- Pamela Almaza : Guillermina Sanders
- Fabián Pazzo : Básico
- Aarón Balderi : Lucho Lacalle
- Alejandro Marquina : Renzo Campos
- Tata Ariza : Gisela
- Evelyn Cedeño : Lila
- Patricia Bermudez : Sabrina
- Edison Ruiz : Alexis Garza
- Maria Adelaida Puerta : Bárbara Montoya
- Alejandra Müller : Azul Montoya

### Invités
- Nicky Jam : lui-même
- Zion y Lennox : eux-mêmes